# Swartzia pernitida
Swartzia pernitida är en ärtväxtart som beskrevs av John Macqueen Cowan. Swartzia pernitida ingår i släktet Swartzia och familjen ärtväxter. Inga underarter finns listade i Catalogue of Life.